# Іванівка (Ровеньківський район)
Іванівка — селище в Україні, в Хрустальненській міській громаді Ровеньківського району Луганської області.

## Географічне розташування
Географічні координати: 48°13' пн. ш. 38°57' сх. д. Часовий пояс — UTC+2. Загальна площа селища — 13 км².
Селище Іванівка розташоване за 32 км від Антрацита на річці Вільхівка (басейн Сіверського Дінця). Поруч розташована найвища точка (367,1 м над рівнем моря) Донбасу та лівобережної України, Могила Мечетна (курган насипаний ймовірно 2000 років до н. е.). Через селище проходити автомобільна дорога Н21 та залізниця, станція — Штерівка.

## Історія
У XVIII сторіччі поблизу сучасного селища існувало декілька зимівників Кальміуської паланки Війська Запорозького Низового, відомих як «Урочище Боброве біля річки Нижньої Біленької», «Балка Кругла» та «Балка Довгенька».
Сучасне селище засноване 1771 року генерал-майором Іваном Штеричем, за ім'ям якого й отримало назву.
За сприяння Івана Штерича в селі була збудована церква в ім'я Пресвятої Трійці, у підземеллі якої знаходилася родинна усипальниця Штеричів.
За даними на 1859 рік у власницькому містечку Слов'яносербського повіту Катеринославської губернії мешкало 3284 особи (1646 чоловіків та 1638 жінок), налічувалось 487 дворових господарства, існувала православна церква та поштова станція, проходив ярмарок та базари.
Після селянської реформи 1861 року Іванівка отримала статус торгового містечка. 1864 року було відкрито поштову контору.
Станом на 1886 рік у містечку, центрі Іванівської волості, мешкало 2947 осіб, налічувалось 509 дворів, існували православна церква, школа, 2 винокуренних заводи, винний склад, 9 лавок, відбувалось 2 щорічних ярмарки.
У 1900 році в Іванівці засновано чавуноливарний завод.
Під час Другої світової війни участь у бойових діях брали 1454 місцевих жителя, з них 972 загинуло, 1318 осіб нагороджені орденами і медалями. У період німецької окупації в районі селища діяли партизанські загони.
30 червня 1950 року Іванівці було надано статус селища міського типу.
В 1960-х роках до складу селища включено селище залізничної станції Штерівка, назва якої утворена від прізвища Штерич.

## Населення
За даними перепису 2001 року населення селища становило 8243 особи, з них 17,18 % зазначили рідною мову українську, 82,42 % — російську, а 0,4 % — іншу.

## Пам'ятки
На околицях села виявлено селище раннього середньовіччя, поселення епохи бронзи, 2 курганних могильника з 8 курганами, 2 окремо розташованих кургани.
Є старе єврейське кладовище з плитами-мацевами, остов двуповерхової кам'яної синагоги та Раскіного млина.
Поблизу селища є джерело мінеральної води.

## Персоналії
- Капран Клавдія Омелянівна — українська радянська діячка, інженер, майстер пресового цеху, старший інженер виробничого відділу Часів-Ярського шамотного заводу імені Орджонікідзе Сталінської області. Депутат Верховної Ради УРСР 2—3-го скликань.
- Лощенко Семен Матвійович — підполковник армії Української Народної Республіки, командир сотні 1-го Українського козацького полку імені гетьмана Богдана Хмельницького. 29 січня 1918 року брав участь у бою під станцією Крути.
- Носко Григорій Михайлович — радянський футболіст, півзахисник ворошиловградського «Дзержинця», чемпіон УРСР.
- Мазлах Сергій Михайлович - український радянський діяч, один з найвпливовіших  ідеологов Націонал-комунізму, принаймні українського. Керівник Центрального статистичного управління УСРР більш ніж два роки, а також начальник управління обліку і звітності Комітету заготівель при Раднаркомі СРСР. Страчений у 1937 році під час Великого Терору.